# Cerro Uturunco
Cerro Uturunco är ett berg i Bolivia.   Det ligger i departementet Potosí, i den södra delen av landet, 400 km sydväst om huvudstaden Sucre. Toppen på Cerro Uturunco är 6 008 meter över havet. Cerro Uturunco ingår i Cordillera de Lípez.
Terrängen runt Cerro Uturunco är huvudsakligen kuperad, men åt nordväst är den bergig. Cerro Uturunco är den högsta punkten i trakten. Trakten runt Cerro Uturunco är nära nog obefolkad, med mindre än två invånare per kvadratkilometer.. Det finns inga samhällen i närheten.
Trakten runt Cerro Uturunco är ofruktbar med lite eller ingen växtlighet.